# Mas Vidal (Riudellots de la Selva)
Mas Vidal és una masia ben a prop del nucli de Riudellots de la Selva inclosa a l'Inventari del Patrimoni Arquitectònic de Catalunya.
Can Vidal ha sofert diferents restauracions al llarg dels anys, tot i que s'ha mantingut l'estructura i els elements originals. L'edifici és de dues plantes i golfes amb vessants a laterals i cornisa catalana.
El portal és quadrangular amb llinda monolítica amb un bonic escut central amb la representació de tres arbres i la data inscrita de 1588. La resta d'obertures són rectangulars de pedra amb un motiu vegetal inscrit en un triangle a la llinda. Les del primer pis són originals mentre que les de la planta baixa són de factura moderna seguint la tipologia original. El parament està arrebossat excepte als angles on es poden veure carreus ben escairats. Les façanes laterals han sofert modificacions hi s'hi han fet noves obertures.
A l'interior en la planta baixa els forjats han estat substituïts per bigues de formigó que simulen un sostre de cairats de fusta amb permòdols als murs. Les portes són amb llinda monolítica de pedra. A la planta superior es conserva l'embigat de fusta.
El davant de la casa presenta un enllosat de pedra i es manté el pou també restaurat. El costat esquerre hi ha un cos de serveis adossat i a la part posterior es poden veure els annexes destinats al bestiar i a la maquinària.